# غييرمو رودريغيز
غييرمو رودريغيز (بالإسبانية: Guillermo Rodríguez Lara)‏ (و. 1924 – م) هو سياسي من الإكوادور .

## التعليم
تعلم في مدرسة الأمريكيتين.